# Watt Sam
Watt Sam (6 d'octubre de 1876 – 1 de juliol de 1944) fou un contador d'històries natchez i historiador cultural de Braggs (Oklahoma), endemés d'un dels darrers parlants nadius de natchez.
Cap al 1907 va treballar amb l'antropòleg John Reed Swanton que va recollir informació sobre la religió natchez. Swanton comentà que Sam, després d'haver viscut entre els cherokees i creek tota la seva vida i parlar fluidament tots dos idiomes, havia absorbit gran part de la seva tradició oral i era difícil saber fins a quin punt les seves històries reflecteixen la tradició original de natchez. Com que alguns dels passatges dels relats tenien contingut sexual, Swanton només va proporcionar una traducció al llatí. En la dècada de 1930 va treballar amb la lingüista Mary R. Haas, qui va recollir informació gramatical i texts. El 1931 l'antropòleg Victor Riste va fer nombrosos registres en cilindres de cera de Watt Sam parlant natchez, que més tard foren redescoberts a la Universitat de Chicago en la dècada de 1970 per Archie Sam i el lingüista Charles Van Tuyl. Un dels cilindres actualment es troba a la Biblioteca de Veu a la Universitat de Michigan.
Era cosí biològic de l'altra darrera parlant de natchez, Nancy Raven, qui en la terminologia de parentiu natchez era la seva tia classificatòria, i a través del seu pare Creek Sam (n. 1825) era el besoncle de l'erudit natchez Archie Sam.
En algunes de les seves històries utilitza un registre natchez que es va referir coma "llenguatge caníbal" en què substitueix algunes paraules amb altres. Com entre els natchez la llengua es transmet per línia materna, Watt Sam no va ensenyar l'idioma a cap dels seus fills.
Fou enterrat al Cementeri Greenleaf a Tahlequah (Oklahoma).